# Ahumado

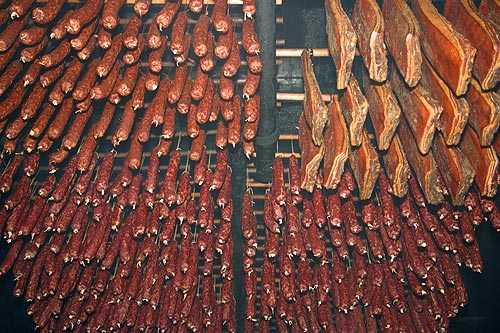
Algunas formas de ahumado.

El ahumado es una técnica de conservación alimenticia que consiste en someter alimentos a una fuente de humo proveniente de fuegos realizados de maderas de poco nivel de resina. Este proceso, además de la conservación, proporciona el peculiar sabor homónimo.

## Características
Existen dos tipos de ahumados: en frío y en caliente. En frío, el proceso dura aproximadamente de 24 a 48 horas (dependiendo del alimento) y no debe superar los 30 °C; en caliente, el proceso dura de 24 a 48 horas, la temperatura debe ser mayor a los 60 °C y no superar los 75 °C. 
Esta forma de preservación de alimentos proviene de épocas remotas; posiblemente por casualidad se descubrió que los alimentos que colgaban arriba de los fogones que se utilizaban para calefacción y cocinar duraban más que los que no estaban en contacto con el humo. Este proceso de preservación se podría comparar con el salado para preservar el alimento; básicamente, se les quita la humedad a los alimentos y se les transfieren sabores.

## Alimentos ahumados
- Embutidos: pecho del cerdo como la panceta, jamón, chorizos, etc. En el caso de la vaca: cecina, el Pastrami
- Quesos, como el queso de Gamonedo, el ahumado de Áliva (Quesucos de Liébana), queso San Simón da Costa, una variedad del Ragusano italiano, el Oscypek polaco o el Räucherkäse alemán.
- Pescados: salmón ahumado, kipper
- Cervezas: Rauchbier
- Tés: Lapsang souchong
- Whiskies: whisky escocés (algunas marcas)
- Condimentos: sal ahumada, pimentón, merkén, etc
- Carnes: chuleta de cerdo

## Acción conservadora del humo
La acción conservadora del humo se debe a:
- La desecación a que da lugar
- El calor al afectar directamente a los microorganismos, porque puede dar lugar a germinación de eventuales esporas de bacterias esporuladas, haciéndolas más sensibles a la curación.
- Diversos componentes del humo:
  - Aldehídos y cetonas: aldehído fórmico; furfural; 5-methyl-furfural; acetona o propanona.
  - Alcoholes: etílico y metílico.
  - Ácidos: fórmico; acético; ácidos grasos de cadena corta con punto de ebullición inferior a 125 °C.
  - Fenoles y derivados: fenol; pirocatequina; cresol; resorcinol; xilol; toluol.
  - Hidrocarburos: alquitrán u hollín; breas de humo; resinas de humo.
- La sales de curado (ClNa, etc.) que se asocian al proceso de ahumado.

Ciertos mohos, las bacterias cocáceas y los gérmenes esporulados son resistentes al ahumado. Son bastante sensibles al ahumado Achromobacter,  Flavobacterium, Pseudomona, Coliformes, Aerococcus, bacterias sicrófilas y otras. Varias especies de estos géneros predominan en el pescado.
Los factores que influyen en la acción conservadora del humo son:
- Penetración: a mayor penetración mayor conservación.
- Temperatura de ahumado: mayor a mayor temperatura.
- Acidez del alimento: mayor a mayor acidez.
- Humedad del entorno: a menor humedad, mayor conservación.

El valor nutritivo de las carnes ahumadas puede competir con el de las carnes frescas. En el ahumado clásico puede haber una cierta pérdida nutritiva por el exceso de calor.
Cada uno de los componentes del humo es responsable de diversas características de los alimentos ahumados:
- Los alcoholes, ácidos y aldehídos son bacteriostáticos y bactericidas.
- Los aldehídos y derivados fenólicos dan el brillo superficial.
- Los difenoles tienen acción antioxidante de las grasas.
- Resinas, hollín, ceras y otros son responsables del color y brillo característicos.
- El conjunto de los componentes del humo confiere al alimento el sabor y aroma característicos del ahumado.